# Bonn Open
Il Bonn Open è un torneo professionistico maschile di tennis giocato sulla terra rossa che fa parte dell'ATP Challenger Tour. Inaugurato nel 2024 al Bonner Tennis- und Hockey-Verein di Bonn, in Germania, il torneo fa parte della categoria Challenger 75. 

## Albo d'oro

### Singolare
| Anno | Campione       | Finalista           | Punteggio     |
| ---- | -------------- | ------------------- | ------------- |
| 2025 | Jurij Rodionov | Timofej Skatov      | 3–6, 6–2, 6–4 |
| 2024 | Hugo Dellien   | Maximilian Marterer | 7–6(2), 6–0   |

### Doppio
| Anno | Campioni                       | Finalisti                                    | Punteggio            |
| ---- | ------------------------------ | -------------------------------------------- | -------------------- |
| 2025 | Neil Oberleitner Mick Veldheer | Tim Rühl Patrick Zahraj                      | 4–6, 7–6(3), [12–10] |
| 2024 | Théo Arribagé Orlando Luz      | Jeevan Nedunchezhiyan Vijay Sundar Prashanth | 6–2, 6–4             |